# 沙伊布斯
沙伊布斯（德語：Scheibbs，德語發音：[ʃaɪ̯ps] ⓘ）是奥地利下奥地利州沙伊布斯县的一个市镇。总面积45.82平方公里，总人口4345人，人口密度94.8人/平方公里（2005年）。